# 特急静岡相良線

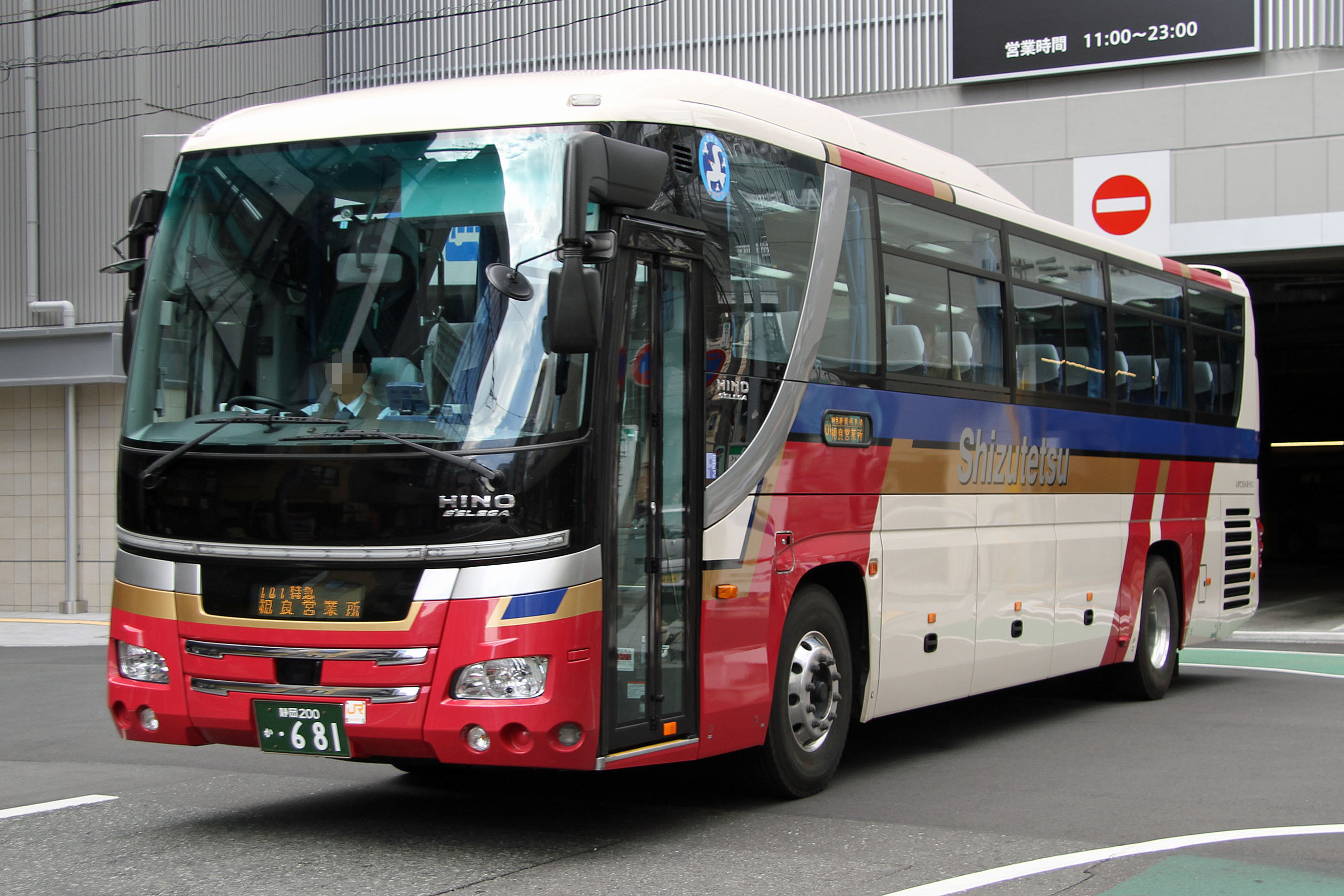
特急静岡相良線で使用されている相良681 セレガ

特急静岡相良線（とっきゅうしずおかさがらせん）とは、静岡県静岡市と静岡県牧之原市を結ぶしずてつジャストラインの路線バスである。

## 概説

### 路線の特徴
- 相良営業所、浜岡営業所、鳥坂営業所、丸子営業所の共管である。
- 早朝と夕方から夜間の便は榛原総合病院を経由しない。
- 日中は20～30分間隔で、16時以降は増発される。朝のラッシュ時の上り（静岡方面）は6分間隔で運行される。
- この路線は静岡IC⇔吉田IC間で東名高速道路を走行するため、観光・高速タイプの車両が使われている（詳細は後述）。また、東名高速に入る際に、シートベルト着用を案内するビデオが流れる。
- 系統番号は、相良営業所方面のみ与えられている。
- 富士山静岡空港静岡線と車両を共用している。
- 「相良本通バス停」～「相良営業所バス停」のみが路上バス停であり、それ以外は路上でも待避所が設けられているか、二車線道路に存在している。
- 東名高速道路を走行するが、同社では一般路線バスとして扱われている。

### 運行時刻
- 開通当初から1980年代前半までは観光としての利用を想定していたため、運行時間は御前崎方面はおおよそ8時-19時で、新静岡方面は7時-18時であった。[1][2]
- 1990年頃に、運行時間は相良方面が7時-22時で、新静岡方面が6時-20時半と、現在と同じ定期券路線に変革された。
- 2008年9月1日より運行が開始された静岡成田空港線の接続ダイヤとして、2010年2月15日のダイヤ改正まで相良営業所23:10発の便が設定されていた。このダイヤでは、静岡成田空港線の車両を用いて運行がされていた。

### 深夜バス
- 下り便が平日1本のみ運行される。
- 深夜バス開始当初は、新静岡23:36発の便が設定されていたが、2019年（平成31年）4月1日のダイヤ改定で廃止された。
- 乗車は新静岡・静岡駅前のみである。それ以降は降車のみ。
- 乗車の際には追加料金が必要になるが、料金が倍額となる一般路線とは異なり、最大料金が500円に抑えられている。
- 2021(令和3年)3月現在、新型コロナウイルス感染症流行に伴うダイヤ改定で、深夜バスは運行されていない。

### 特別ダイヤ
- 夏季、冬季、春季に特別ダイヤが設定されている。主に朝ラッシュの本数が通常より少なくなる。新型コロナウイルス感染症に伴う特別ダイヤで運行されている現在は、設定されないこともある。
- 年末年始特別ダイヤでは、本数が極端に減便される。しかし、始発・終発の時刻は通常とさほど変わらない。

## 運行系統および停車停留所
凡例
停車…○ 一部便で停車…△ 通過…- 降車のみ…× 
| 停留所名               | 相良営業所行（101） | 浜岡営業所行 | 深夜バス相良行(101)※現在運行されていない。 | 新静岡行き |
| ---------------------- | ------------------- | ------------ | ------------------------------------------ | ---------- |
| 新静岡                 | ○                   | ○            | ○                                          | ○          |
| 静岡駅前               | ○                   | ○            | ○                                          | ○          |
| 静岡IC(インター)入口   | ○                   | ○            | ×                                          | ○          |
| 東名焼津西             | ○                   | ○            | ×                                          | ○          |
| 東名大井川             | ○                   | ○            | ×                                          | ○          |
| 吉田IC(インター)入口   | ○                   | ○            | ×                                          | ○          |
| 片岡北吉田特別支援学校 | ○                   | ○            | ×                                          | ○          |
| 吉田町役場             | ○                   | ○            | ×                                          | ○          |
| 根松牧之原警察署入口   | ○                   | ○            | ×                                          | ○          |
| 榛原総合病院           | △                   | △            | -                                          | △          |
| 静波海岸入口           | ○                   | ○            | ×                                          | ○          |
| 相良本通               | ○                   | ○            | ×                                          | ○          |
| 大沢公園               | ○                   | ○            | ×                                          | ○          |
| 相良営業所             | ○                   | ○            | ×                                          | ○          |
| 浜岡営業所             | なし                | ○            | なし                                       | △          |

102系統が現在欠番だが、以前は静波海岸発→相良営業所(旧)行として運行されていた。
吉田IC(インター)入口始発の相良営業所行(103)は、2021年(令和3年)3月28日のダイヤ改定をもって廃止された。
浜岡営業所行は、運行開始当初に101系統と表示がされていたが、現在は系統番号の設定がない。
片岡北始発の相良営業所行、日本平線直通の便は現在運行されていない。
なお、現在のダイヤについては新型コロナウイルス感染症による特別ダイヤという扱いになっている。

## 沿革
- 1967年（昭和42年）4月24日 - 静岡鉄道と地元資本により御前崎観光開発株式会社が設立され、同年7月15日には静岡鉄道の直営でレステル御前崎が開業した。これにあわせて座席指定特急バス「レステル御前崎線」が静岡市内の営業所の管轄で開設された。[3][4]
- 1968年（昭和43年）4月26日 - レステル御前崎に隣接してホテル御前崎が開業し、同年7月から御前崎めぐり定期観光バスの季節運行を開始した。[4]
- 1969年（昭和44年）3月16日 - 御前崎めぐり定期観光バスの運行を通年化した。[3][4]
- 1972年（昭和47年）3月 - 原発道路（現 県道357号佐倉御前崎線）が開通し、国道150号地頭方から臨港道路を経由して御前崎港、御前埼灯台下、浜岡原発までの道路（通称 御前崎ヤシの木通りおよびサンロード）が全通した。
- 1973年（昭和48年）1月 - 御前崎観光開発の商号を株式会社御前崎サンホテルに変更し、両施設の大幅な増改築工事に着手した。[5]
- 1974年（昭和49年）4月26日 - 5月1日に開業する御前崎サンホテルと静岡市を最短時間で結ぶ観光路線として「特急静岡御前崎線」(以下 特急バスと表記する)が開設された。静岡ICから吉田ICまでの区間東名高速道路を経由し、新静岡⇔御前崎サンホテル間（55.6km）を75分で運行していた。[6][7][8]なお、開設時は静岡ICー焼津ICの区間のみ東名高速道路を利用し、焼津を経由して御前崎に向かう「急行海岸本線」（焼津営業所と相良営業所が担当）が併存した。停車停留所および系統は次の通り。[9]
  - 新静岡 - 静岡駅前 - 東名静岡 - 東名焼津西 - 東名大井川 - 吉田IC入口 - 上吉田 - 榛原町 - 相良営業所 - 御前崎港 - 御前崎サンホテル
  - 新静岡 - 静岡駅前 - 東名静岡 - 東名焼津西 - 東名大井川 - 吉田IC入口 - 上吉田 - 榛原町 - 相良営業所

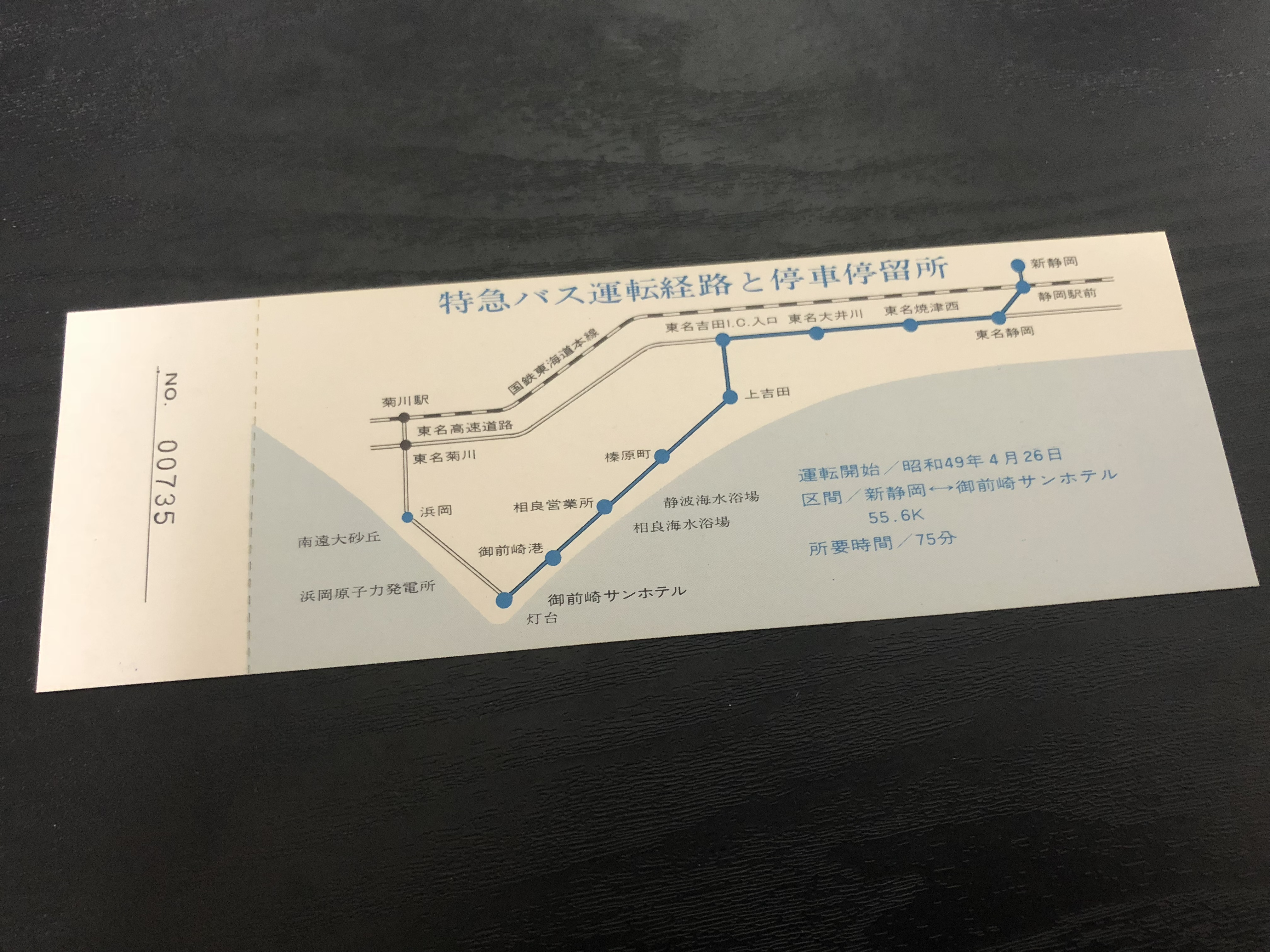
特急静岡御前崎線開通時に販売された記念切符(裏)

- 1975年（昭和50年）の時刻表では相良営業所と鳥坂営業所の共管路線となっており、1日7往復の運行であった。[10]
- 1977年（昭和52年）の路線図では、地頭方海岸、地頭方漁港前が新たな停車停留所に追加されている。
  - 新静岡 - 静岡駅前 - 東名静岡 - 東名焼津西 - 東名大井川 - 吉田IC入口 - 上吉田 - 榛原町 - 相良営業所 - 地頭方海岸 - 地頭方漁港前 - 御前崎港 - 御前崎サンホテル
- 1978年 (昭和53年)5月、国道150号バイパス新日本坂トンネルの開通に伴い「急行海岸本線」が同バイパス経由となったが、慢性的な渋滞により定時性確保が困難であったため、翌1979年(昭和54年)を以って路線は廃止となり「静岡焼津線」(新静岡ー野秋ー焼津駅)と、新たに開設された「焼津御前崎線」(野秋ー焼津駅ー御前崎サンホテル)に整理された。これに伴い特急バスが静岡市と榛南地域を直接結ぶ唯一の路線として日中毎時１本のダイヤに増便され、相良営業所単独の管轄路線となったが、榛南地域の通勤・通学・通院等の主流は静岡鉄道駿遠線代行バスを継承した「藤枝御前崎線」(現 藤枝相良線)や「焼津御前崎線」であった。[11][12][13]

- 1984年（昭和59年）3月21日 - 浜岡営業所発着便(一日5往復)が新設され、菊川営業所が浜岡営業所行の一部を担当するようになった。これにより駿遠線の廃止以来途絶えていた堀野新田経由の上吉田ー浜岡間の直通運行が復活し、毎時1便が御前崎サンホテル発着、もう1便が相良営業所または浜岡営業所発着の日中毎時2本のダイヤに増便された。また、同年から1993年まで日本たばこを冠スポンサーにボードセイリング(ウインドサーフィン)の世界大会「Sometime World Cup（サムタイムワールドカップ）」が御前崎町(当時)の白羽海岸で毎年開催され、大会期間には日本語と英語のバイリンガル車内放送が行われた。なお、当時の系統番号および停車停留所は次の通り。[14][15][16]
  - 新静岡 - 静岡駅前 - 東名静岡 - 東名焼津西 - 東名大井川 - 吉田IC入口 - 上吉田 - 根松 - 榛原町（102）- 相良営業所（101）- 地頭方海岸 - 地頭方漁港前 - 御前崎港 - 御前崎サンホテル （100）
  - 新静岡 - 静岡駅前 - 東名静岡 - 東名焼津西 - 東名大井川 - 吉田IC入口 - 上吉田 - 根松 - 榛原町 - 相良営業所 - 地頭方辻 - 地頭方幼稚園前 - 堀野新田東 - 堀野新田 - 玄保 - 佐倉 - 浜岡原子力館 - 浜岡町役場 - 浜岡営業所（103）

- 1986年 (昭和61年)12月16日 - 日中20分間隔を基本とするパターンダイヤに改正すると共に、住吉経由(1日5往復 停車停留所：住吉、住吉新田)が新設された。また、併せて吉田高校前(現：片岡北吉田特別支援学校)が停車停留所に追加されると共に、浜岡営業所行は町立浜岡病院(現 御前崎総合病院)まで延伸した。[17]当時の時代背景として分割民営化前夜の国鉄が、フリークエントサービスとして島田ー興津間で運行を開始した「するがシャトル」の影響が大きく、以降は榛南地域への大企業の工場進出や宅地開発により静岡市への通勤・通学客が増加の一途を辿り、朝の上り便が増便されていった。また下りも通学・通院用の榛原町発町立浜岡病院(現 市立御前崎総合病院)行の各駅停車の区間便が設定された。住吉経由の停車停留所および系統番号は以下の通り。[18]
  - 新静岡 - 静岡駅前 -（中略）- 吉田IC入口 - 吉田高校前 - 上吉田 - 根松 - 榛原町（102）- 相良営業所（101） - 地頭方海岸 - 地頭方漁港前 - 御前崎港 - 御前崎サンホテル （100）
  - 新静岡 - 静岡駅前 -（中略）- 吉田IC入口 - 吉田高校前 - 上吉田 - 根松 - 榛原町 - 相良営業所 - 地頭方辻 - 地頭方幼稚園前 - 堀野新田東 - 堀野新田 - 玄保 - 佐倉 - 浜岡原子力館 - 浜岡町役場 - 浜岡営業所 - 町立浜岡病院（103）
  - 新静岡 - 静岡駅前 -（中略）- 吉田IC入口 - 吉田高校前 - 住吉 - 住吉新田 - 榛原町 - 相良営業所（104）

- 1980年代後半から1990年代は静岡市への通勤・通学客に加え「藤枝御前崎線」「焼津御前崎線」や「初倉線」(現島田静波線)等を利用していた通学客が特急バスを利用するようになる。これは1970年代から慢性化していた大井川に架かる国道150号富士見橋や県道34号谷口橋の通勤ラッシュ時間帯の渋滞を嫌気した利用者が、[19]増発による利便性と高速性、定時性に勝る特急バスを利用するようになったためであり、東名大井川バス停(県立大井川高校)、東名焼津西バス停(県立焼津中央高校、県立藤枝東高校ほか西焼津駅JR沿線乗り換え)、吉田高校前(県立吉田高校)、相良営業所(県立相良高校)の各停留所の利用客が増加する一方で、[20]「藤枝御前崎線」や「焼津御前崎線」「初倉線」の利用者は年々減少し減便されて行った。[21][22][23][24]
- 1992年（平成4年）以降、吉田IC入口、吉田高校前(現 片岡北吉田特別支援学校)、上吉田(現 吉田町役場)、榛原町(現 静波海岸入口)、相良営業所(現 相良局前)、浜岡営業所の各停留所に自転車駐輪場が「サイクル&バスライドシステム」として順次整備され車内放送でもPRされた。[25]
- 1999年 (平成11年）4月1日 - 「藤枝御前崎線」の相良営業所以西が廃止され、特急バスの相良以西を各駅停車とすることで廃止区間を吸収した。これにより「藤枝御前崎線」は「藤枝相良線」に名称変更された。また「焼津相良線」も住吉経由と吉田町役場以西を廃止し「焼津吉田線」に縮小され、かつての「駿遠線」や「海岸本線」の榛南地域の基幹路線の役割は完全に特急バスに移行し、当初の観光路線から定期券・回数券利用者が多い生活路線へと変貌している。[26][27]
  - 新静岡 - 静岡駅前 - 静岡IC入口 - 東名焼津西 - 東名大井川 - 吉田IC入口 - 吉田高校前 - 上吉田 - 根松 - 榛原町（102）- 相良営業所（101） -（以降各駅停車）- 御前崎サンホテル（100）
  - 新静岡 - 静岡駅前 - 静岡IC入口 - 東名焼津西 - 東名大井川 - 吉田IC入口 - 吉田高校前 - 上吉田 - 根松 - 榛原町 - 相良営業所 -（以降各駅停車） - 町立浜岡病院（103）
- 2004年（平成16年）4月 - 御前崎町と浜岡町の合併により、町立浜岡総合病院が市立御前崎総合病院に名称変更され、町立浜岡病院行が御前崎総合病院行となった。
  - 新静岡 - 静岡駅前 - 静岡IC入口 - 東名焼津西 - 東名大井川 - 吉田IC入口 - 吉田高校前 - 上吉田 - 根松 - 榛原町 - 相良営業所 -（以降各駅停車） - 御前崎総合病院（103）
- 2004年（平成16年）10月 - 御前崎サンホテルが閉館し、停留所の名称が御前埼灯台に変更された。
  - 新静岡 - 静岡駅前 - 静岡IC入口 - 東名焼津西 - 東名大井川 - 吉田IC入口 - 吉田高校前 - 上吉田 - 根松 - 榛原町 - 相良営業所 -（以降各駅停車）- 御前埼灯台（100）
- 2006年（平成18年）4月1日 - 榛原総合病院の増改築が3月25日に竣工し、日中の榛原総合病院への乗り入れを開始した。また、9月30日の運行を以って住吉経由が廃止された。
- 2007年（平成19年）4月1日 御前埼灯台（旧御前崎サンホテル）・御前崎総合病院（旧町立浜岡病院）行きの便が相良営業所で分割され、それぞれ自主運行バスの「相良御前崎線」「相良浜岡線」として分離された。同時に路線名称を「特急静岡相良線」に変更した。
- 2009年（平成21年）4月1日 新静岡バスセンター改装工事に伴い静岡駅前発着となる。（2011年10月10日まで）
- 2009年（平成21年）12月 LuLuCaのサービスを開始。
- 2011年（平成23年）10月11日 新静岡セノバオープンに伴う新静岡バスターミナル供用開始に伴い、新静岡発着に戻る。
- 2014年  (平成26年)  4月1日 このダイヤ改正をもって、相良営業所から日本平ロープウェイまで直通の便が設定された。
- 2015年  (平成27年)  時期不明 再び鳥坂営業所が特急バスの担当営業所となる。
- 2018年（平成30年）10月1日 しずてつジャストラインの深夜割増運賃導入により、23時以降に新静岡始発の便に最大500円の深夜割増料金が設定された。また、これらの便は新静岡・静岡駅前のみ乗車取扱い（それ以降は降車のみ）となる。
- 2019年（平成31年）4月1日 この日のダイヤ改正をもって区間便が廃止されるなど約9%の減便を実施。また丸子営業所が担当に加わり、相良営業所より車両が移籍した。
- 2019年 (令和元年) 9月20日 特急バス及び「富士山静岡空港静岡線」にて、64人乗りの新型エアロエースを6台導入することが発表された。これは、深刻なバス運転士の不足を受けての試みであり、9月末に相良営業所に1台先行導入された。新車の同時導入台数としては過去最多で、主に座席定員の少ない旧車両の置き換えとして行われた。[28]
- 2019年 (令和元年) 10月1日 消費税増税により、運賃の値上げが行われた。
- 2019年 (令和元年) 10月末 9月下旬に発表された64人乗りの新型エアロエースが各営業所に合計5台、追加導入された。
- 2020年 (令和2年) 3月下旬 2019年に導入された64人乗りエアロエースを改良した、65人乗りエアロエースが浜岡営業所に追加導入された。
- 2020年 (令和2年) 4月上旬 無料Wi-FiサービスのSkyLinkSPOTが更新され、Wi2提携のShizutetsu_Free_WiFiとなった。
- 2020年 (令和2年) 5月2日 新型コロナウイルスに伴う、緊急事態宣言により特別ダイヤでの運行となった。従来の土日ダイヤが平日ダイヤとなり、土日ダイヤは、極端に減便をした。
- 2020年 (令和2年) 10月12日 相良営業所移転に伴う、路線延伸が発表された。
- 2020年 (令和2年) 10月25日 相良営業所移転に伴い、「大沢公園バス停」及び、「相良局前バス停」が新設され、相良営業所バス停は名称変更をせずに場所の変更のみがされた。
- 2020年 (令和2年) 12月14日 特急静岡相良線の一部便が、2021年（令和3年）1月16日より浜岡営業所まで延伸される事が発表された。平日は往復13便（毎時運行）、土日祝日往復6便運行で、相良営業所と浜岡営業所の間には途中停車バス停の設定がない。
- 2022年（令和4年）4月1日 - 国道473号波津1丁目交差点付近の渋滞対策として、バスカットの無い相良局前停留所が廃止され、相良高校入口停留所が相良本通に名称変更された。また、当停留所は当路線の他に「藤枝相良線」、高速バス「相良渋谷線」の停車停留所となった。[29][30]

## 使用車両

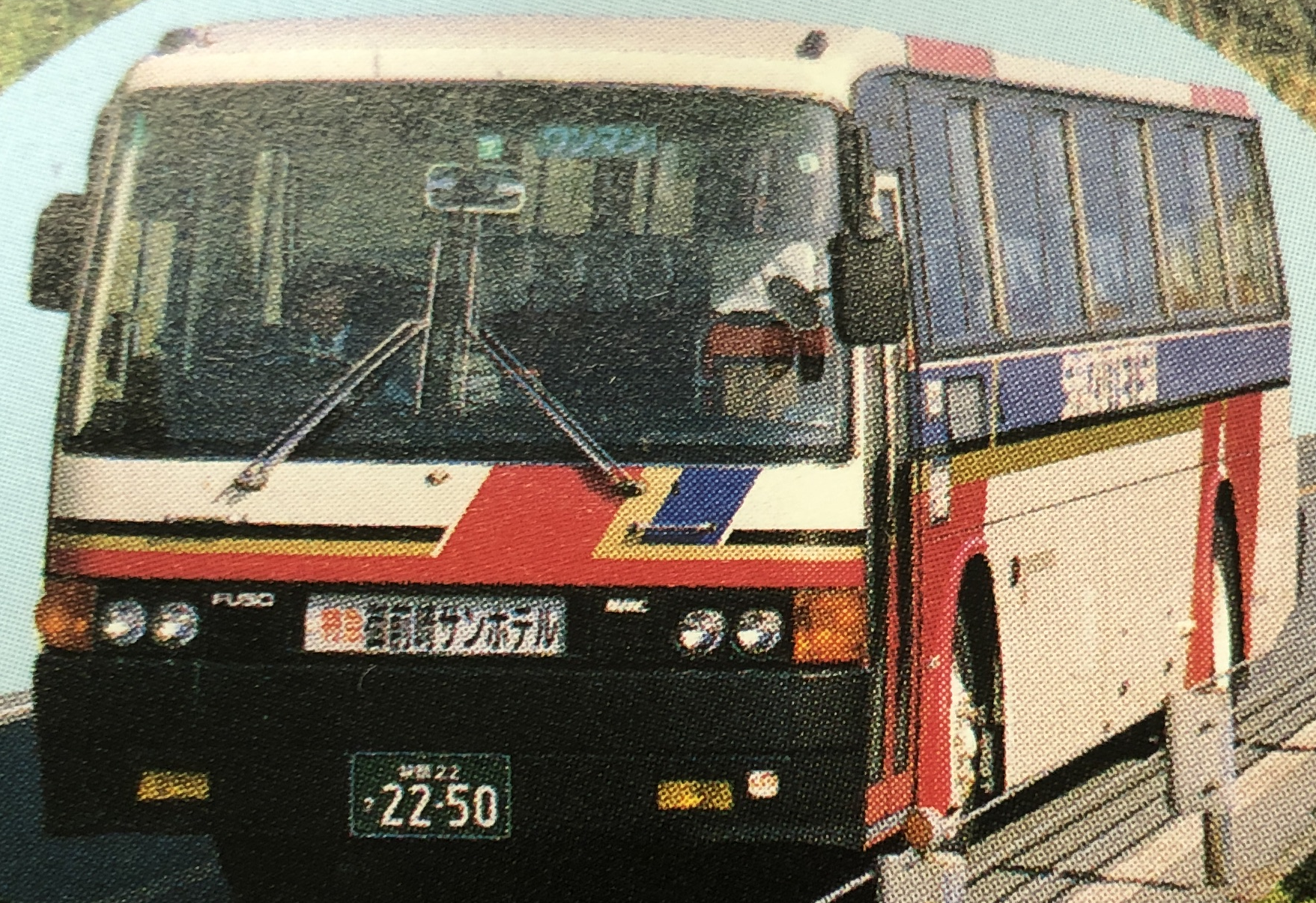
1986年に特急静岡御前崎線用に投入された初代エアロバス
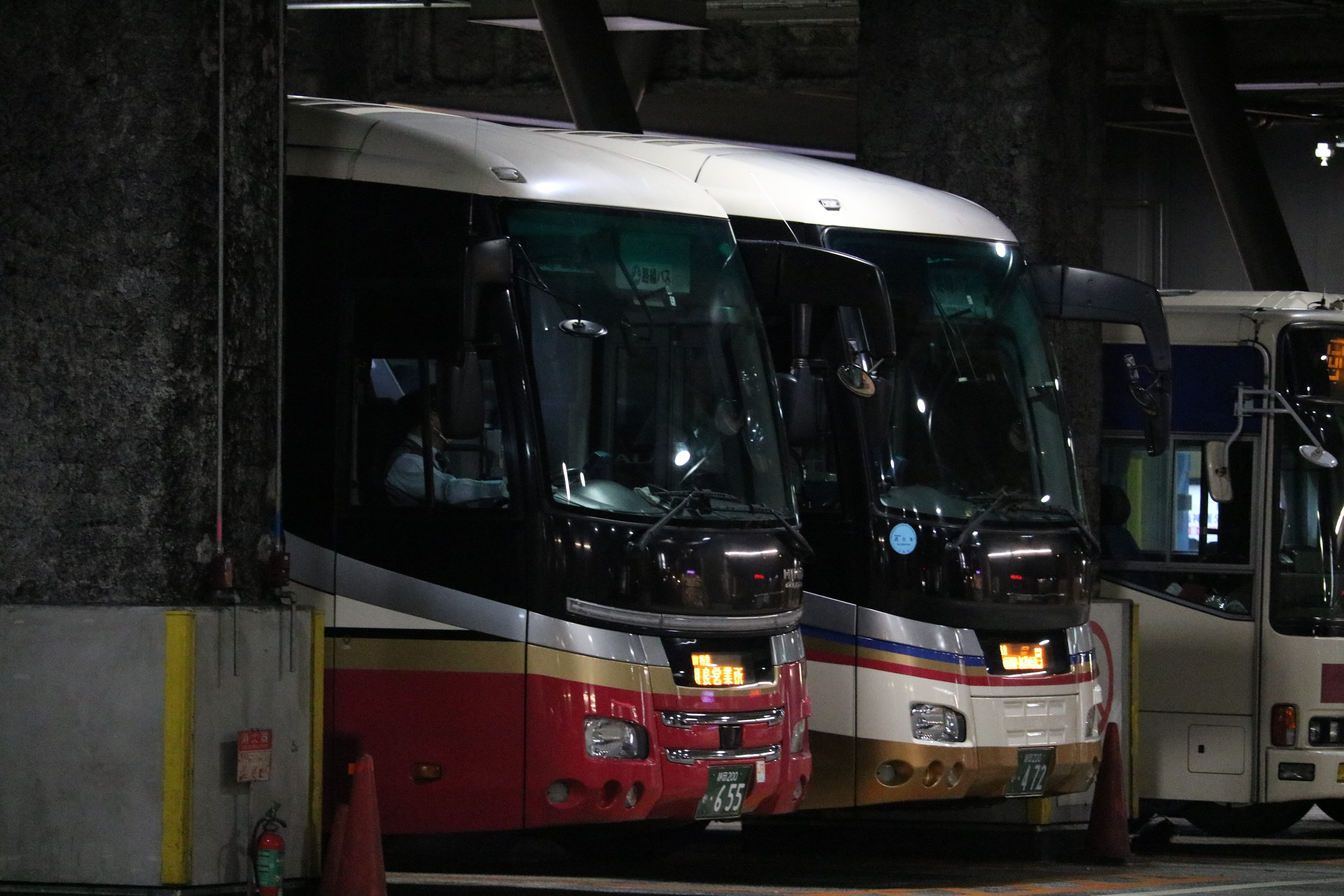
新静岡セノバにて、停車中の655と472

### 特徴
- 開業当初より、エアサスペンション、トップドア、リクライニングシート、冷房付の観光・高速タイプの車両にワンマン機器を装備した車両で運用されている。なおトイレは装備されていない。
- 全車両共通でWi2提携の「Shizutetu_Free_WiFi」、無線LAN(Wi-Fi)設備が整備されている。
- 座席ごとに付いているUSBポートによりスマートフォンの充電が可能。
- ドリンクホルダーは、2019年9月末より導入された64人乗り及び2020年3月に導入された65人乗り新型エアロエース（前述）には装備されていない。
- 2019年9月末より導入された64人乗り及び2020年3月に導入された65人乗り新型エアロエース（前述）はリクライニング装備がないが、その他の車両については2021年1月現在、全てにリクライニング機能が備わっている。
- 2023年時点では三菱ふそうエアロエースと2代目セレガが主力となっており、これにセレガRが加わる陣容となっている。

### 車両の変遷
- 1970年代
  - 1974年の開業当初は鳥坂営業所の担当で「東名静岡沼津線」等と共通の1969年式 三菱ふそうB905N(富士重工13型車体)が運用に就いた。
  - 1975年10月に解散した東名急行バスから譲受した三菱ふそうB906Rが、「東名静岡浜松線」を担当する菊川営業所と相良営業所に配置され、相良営業所の車両は特急バスに充当された。[32]
  - 1978年「急行海岸本線」用に新製時より冷房車として投入された焼津営業所(日野RE141LF 富士重工13型E車体 3台)と相良営業所(いすずBU20 川重車体 4台)[33]は「焼津御前崎線」への路線改変後は野秋ー御前崎サンホテル間の専属運用であったが、相良営業所のBU20については、東名高速道路の渋滞時や夏休み、年末年始の増便の際には、前後折戸、リーフサスペンションの車両でありながら特急運用に充当されることがあった。なお導入当初は銀色の車体に青帯のいわゆる銀バス塗装であったが1980年（昭和55年）に登場したアイボリー地に赤帯の塗装に変更されている。
- 1980年代
  - 1980年代に入ると経年車両の置き換えと増発用として1980年と翌81年に、いすゞK-CRA650(川重73SC車体)標準床がそれぞれ1台ずつ投入された。[34]また、観光標準床タイプの1976年式 三菱ふそうB905N(三菱K10型 2台、富士重工13型B 3台)と三菱ふそうMS512N(K10型後期車体 2台)の計7台が特急用に転用された。
  - 浜岡営業所便の開設当初は、1978年に「東名静岡浜松線」専用車として新製投入された菊川営業所のMS513R(K10型後期車体)の3台の内1台を通常の観光色にして充当したが、車検等車両運用上の都合により静岡浜松線専用塗色のB905N(三菱K10型車体)やMS513Rが運用に入ることもあった。
  - 1986年（昭和61年）のダイヤ改正に際しては、スケルトンタイプの出現によって急速に陳腐化した観光型セミデッカータイプのMS512N、MS513R、K-MS615N(三菱K11型、B35型、富士重工13型Sデッカー)[35]が貸切から転用されたが、一方で三菱ふそう初代エアロバスP-MS715SA標準床タイプも相良営業所と菊川営業所にそれぞれ2台、新製投入されている。菊川営業所に投入された車両については当初は「東名静岡浜松線」を中心に運用され、静岡浜松線専用色のB905Nを置き換えていった。セミデッカータイプや初代エアロバスの投入によって余剰となった標準床タイプの車両は冷房化率向上のため袋井営業所や菊川営業所に転属して他のローカル路線に就いた後廃車となったが、一部の車両(1976年式 B905N富士重工13型B)は更に小鹿営業所に転属し、「静岡日本平線」を担当した。
  - 1980年代末期から1990年代前半にかけては初代エアロバス(P-MS715SA 標準床）が増備されると共にFD-II車体の三菱ふそうK-MS615SAが路線転用されている。FD-IIタイプは貸切用として当初はスウイングドア(プラグドア)で導入されており、乗合転用に際して折戸に交換された。また、1989年に相良と浜岡に２台ずつ新製投入された初代エアロバス(P-MS715SA）は、車内にテレホンカード式の緑電話が装備されていたが、後にポケットベルや携帯電話の普及によって撤去されている。また、走行距離の嵩んだセミデッカーやFD-II車両は特急予備車として、また冷房化率の向上を兼ねて主に「初倉線」や「焼津御前崎線」「南遠線」(現 秋葉中遠線)等のローカル路線にも充当された。[36]
- 1990年代
  - 1991年 (平成3年)7月より相良営業所に新製投入された4台の初代エアロバスU-MS716SA(標準床)については、それぞれに「OCEAN DREAM」「SEASIDE PROMENADE」「BLUE MARINE」「SOUTHERN WIND」という名称が付けられていた。[37][38]
  - 1990年代半ば以降は貸切車として導入された三菱ふそう初代エアロバスハイデッカー(P-MS725SA)が徐々に特急用に転用され、三菱ふそう MS5系,6系が淘汰されて行った。上高地仕様として1986年に導入された7台の貸切11ｍ級標準床のP-MS725NAのうち、浜岡営業所に配置されていた2台も路線転用され特急運用に充当されたが、内1台は小鹿営業所に転属し「静岡日本平線」で使用されたのちに更に鳥坂営業所に転属し、他の上高地仕様車と共に「静岡井川線」やJリーグの臨時輸送等で使用された。[38]
  - 1995年に三菱ふそうエアロスターの前後折戸、引違窓、エアサス、ハイバックシートのターボ付車両(U-MP618PT)[39]が特急予備車として相良営業所と浜岡営業所に2台ずつ配置され、特に相良の2台は東名高速道路の渋滞や通行止め等による大幅な遅延が発生した際、たびたび特急運用に充当された。なお、同型車両が袋井営業所に2台、やや尺の短い(U-MP618MT)が2台 焼津営業所(当時)にも配置された。
- 2000年代
  - 2000年代初頭には初代エアロバスの排ガス規制対応マイナーチェンジ車(U-MS726SA)や2代目エアロバス(U-MS826PA)に加えて、初代日野セレガ(U-RU2FTBB)が路線転用され、特急バスに初めて日野自動車製の車両が登場した。それまでは1980年代に在籍したいすゞK-CRA650 2台を除いて全て三菱ふそう製の車両であったが、これ以降初代日野セレガやセレガR、2代目セレガ・いすゞガーラの比率が上昇して行く事となる。
  - 2003年 (平成15年) 3月1日時点では、相良営業所と浜岡営業所で合わせて26台の車両で運行されていた。[40]
  - 2000年代中盤以降は三菱ふそう2代目エアロバスや初代日野セレガの排ガス規制マイナーチェンジ車(KC-MS829PA 1996年式2台、1997年式1台、1998年式2台、 KC-RU3FSDB 1997年式3台、1998年式1台)が貸切から路線転用され、初代エアロバスの経年車(排ガス規制 P-代、U-代)が廃車されていった。
  - 2005年には14年ぶりに特急バス用の新製車両として標準床の日野セレガR(KL-RU4FSEA)が2台、2007年にも新型セレガハイデッカー(PKG-RU1ESAA)が2台、相良営業所に投入された。
  - 2009年6月、富士山静岡空港の開港により「富士山静岡空港線」が開設され、特急バスと共通の車両が運用に就いた。また、この年から翌2010年にかけて当初は貸切車両として導入された日野セレガRハイデッカー(2005年式 KL-RU4FSEA 4台)と、いすゞ2代目ガーラ(2006年式 PKG-RU1ESAJ 2台)が路線用に転用されたが、折戸への改造は行われず、導入時からのスウィングドア(プラグドア)のまま使用された。なお、これ以降現在(2021年2月)に至るまで貸切車両からの路線転用は行われていない。
- 2010年代
  - 2010年代は2代目日野セレガ・いすゞガーラの新製投入が続き(2011年式1台、2012年式4台、2013年式~2016年式各2台、計13台、折戸仕様)、排ガス規制U-代の三菱ふそうエアロバスや初代日野セレガを更新して行った。
  - 2012年に22年ぶりに運行を再開した「静岡甲府線」用に2006年式のいすゞ2代目ガーラ1台が鳥坂営業所に転属した。[41]2015年に鳥坂営業所が特急バスも担当するようになって以降、同運用に入ることもあったが2018年に同時期に導入された県外高速用車両と共に除籍された。
  - 2015年、鳥坂営業所が特急バスならびに「富士山静岡空港線」の一部運用を担当することとなり、2007年に「静岡井川線」用に鳥坂営業所に配置され、以降季節運行の「南アルプス登山線」に充当されている日産ディーゼル スペースランナー(ADG-RA273PAN)が同運用に就くようになった。
  - 2010年代終盤からは排ガス規制KC-代の車両の更新が始まった。2018年度には1991年以来、27年ぶりに三菱ふそうの新製車両としてエアロエース(2018年式 2TG-MS06GP 3台)が投入され、2019年2月には2代目日野セレガ(2TG-RU1ASDA)も1台配置された。これらの車両はスウィングドア(プラグドア)仕様で導入されており、以降折戸仕様での導入は行われていない。また、相良営業所に配置されたエアロエース2台と2代目日野セレガについては静鉄グループ創立100周年を記念した復刻塗装で登場した。
  - 2019年度には三菱ふそうエアロエースが6台増備された。これらの車両は運転士不足の状況下、1台あたりの乗車定員を可能な限り増やすため客席13列仕様となっており、9月末~10月にかけて投入された5台は64人乗り、2020年3月の1台は65人乗りとなっている。
- 2020年代
  - 2020年度は新型コロナウィルス感染症による減便に伴い、新車投入の無いまま2005年式の日野セレガRハイデッカー2台が特定輸送に転用された他、特急予備車として導入された相良営業所所属の三菱ふそうエアロスター(P-MP618PT)が同年12月を以って除籍されている。
  - 稀に運用に就いていた鳥坂営業所のスペースランナーが2021年春に特定輸送に転用されたため、これ以降運用には就かなくなった。
  - 2022年3月には2年振りに新車が投入され、浜岡営業所の日野セレガRハイデッカー1台が特定輸送に転用された。
  - 2023年9月に相良営業所へ新車が投入された。廃車は出ておらず、純増となっている。